# 161371 Bertrandou
161371 Bertrandou este o planetă minoră (asteroid) din centura de asteroizi. A fost descoperită pe 25 septembrie 2003 la Saint-Sulpice de Bernard Christophe⁠(d). 
Obiectul prezintă o orbită caracterizată de o semiaxă mare de 2,6373038232746 UAi, o excentricitate de 0,06, o înclinație de 3,6 ° în raport cu ecliptica.